# 1902 في الأرجنتين
فيما يلي قوائم الأحداث التي وقعت خلال عام 1902 في الأرجنتين.

## سياسة

### انتهاء فترة المنصب
- 5 يونيو – بارتولومي ميتر عضو مجلس الشيوخ الأرجنتيني ‏.

## رياضة
- 1 يناير – دوري الدرجة الأولى الأرجنتيني 1902 الفائز Alumni Athletic Club [الإنجليزية]‏.

## مواليد

### يناير
- 5 يناير – أدولفو زوميلزو لاعب كرة قدم أرجنتيني.

### فبراير
- 5 فبراير – كارلوس سبادارو لاعب كرة قدم أرجنتيني.

### أبريل
- 20 أبريل – سيغوندو لونا لاعب كرة قدم أرجنتيني.

### يونيو
- 20 يونيو – خوان إيفاريستو لاعب كرة قدم أرجنتيني.

### أغسطس
- 14 أغسطس – فرنسيسكو بيتروني ممثل أرجنتيني.

### سبتمبر
- 9 سبتمبر – روبرتو نوبل سياسي أرجنتيني.

### أكتوبر
- 5 أكتوبر – لاري فاين
- 21 أكتوبر – خوان خوسيه تراميوتولا لاعب كرة قدم أرجنتيني.

### ديسمبر
- 12 ديسمبر – خوان ألبرتو مونتيس مؤرخ أرجنتيني.